# Passamaquoddy

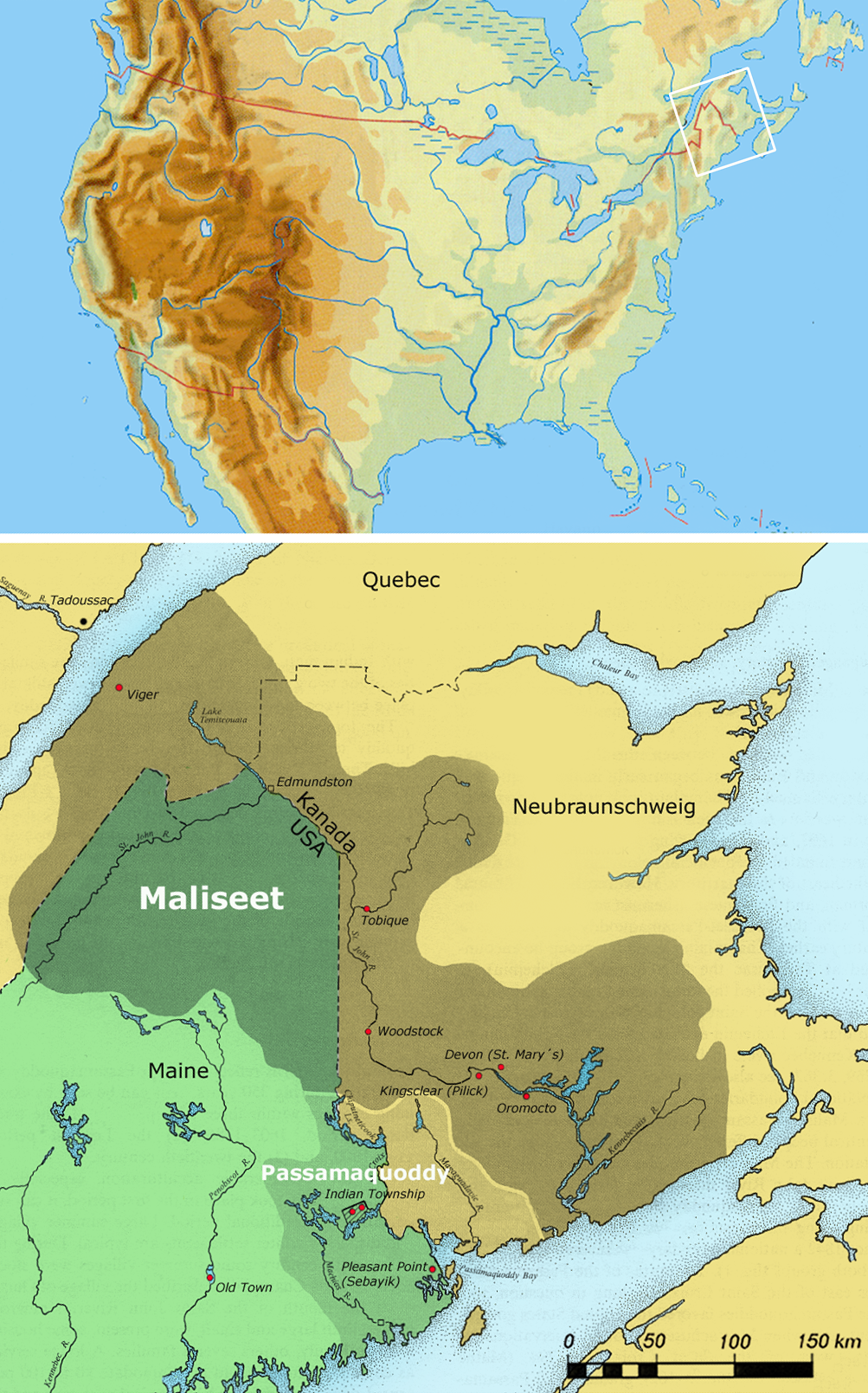
Ehemalige Wohngebiete

Die Passamaquoddy oder Pestemohkatíyek sind ein nordamerikanischer Indigene-Stamm der Algonkin-Sprachfamilie, der beiderseits der Grenze zwischen den USA und Kanada im nordöstlichen US-Bundesstaat Maine und der benachbarten kanadischen Provinz New Brunswick lebte.
Sprachlich zählen sie zu den Östlichen Algonkin und sprechen den südlichen Dialekt des Malecite-Passamaquoddy (auch Maliseet-Passamaquoddy), eine Sprache, deren nördlichen Dialekt die kulturell sowie sprachlich eng verwandten Maliseet sprechen.

## Name
Der bis Anfang des 18. Jahrhunderts oft gebräuchliche kolonialfranzösischen Ausdruck Étchemin wurde als Sammelbegriff für die benachbarten und verwandte Dialekte sprechenden Völker der Maliseet (Wolastoqiyik, Welastekwíyek – „Volk entlang des schönen Flusses, d. h. Saint John River“) und Passamaquoddy verwandt, oftmals wurden daher beide Völker von frühen Forschungsreisenden als eine Ethnie betrachtet.
Der Ursprung des Namens „Étchemin“ selbst ist unbekannt, vermutlich kommt er aus der Sprache der benachbarten feindlichen Algonkin oder Innu (Muhtaniyik, Muhtaniyok, Einzahl: Muhtani). Als Mitglieder der mächtigen Wabanaki-Konföderation werden beide Völker zudem oft auch als Maritime Abenaki oder Östliche Wabanaki bezeichnet, da die Stammesgebiete der Maliseet und Passamaquoddy Teile der kanadischen Seeprovinzen (Canadian Maritimes) (auch Maritime provinces oder einfach the Maritimes) – die Ostgebiete der Konföderation – umfassten.
Die Passamaquoddy nennen sich selbst Pestemohkatíyek oder Peskotomuhkatiyik (auch: Peskotomuhkati, Pestomuhkati, Singular: Pestémohkat, Peskotomuhkat), wörtlich in etwa „Jene, die Peskotom, d. h. Köhler (Pollock) fischen“.
Zudem bezeichneten sich beide – Maliseet sowie Passamaquoddy – einfach als Skicinuwok („(indigene) Menschen“, „Volk“, Einzahl: Skicin).
Ihre Stammesgebiet Peskotomuhkatihkuk bzw. Peskotomuhkatik („Ort, wo es viel Peskotom (Pollock) gibt“) erstreckte sich im 17. Jahrhundert über ca. 16.258 m² (hiervon ca. 5.646 m² in Neubraunschweig und ca. 10.612 m² in Maine) entlang des Einzugsbereichs des Saint Croix Rivers (auch: Schoodic/Passamaquoddy River) im heutigen US-Kanadischen Grenzgebiet und umfasste die Küstengebiete und Inlets der Passamaquoddy Bay (an der Mündung des St. Croix River), Back Bay und Cobscook Bay (Kapskuk), mehrere Seen (wie z. B. Schoodic Lake) und Halbinseln in der kanadischen Provinz New Brunswick sowie im US-Bundesstaat Maine (Malihkinuwi-Waponahkik – „Wabanaki-Territorium in Amerika“). Weitere Flüsse waren der Magaguadavic River, Canoose River (Kenusihk) und Machias River (Moceyisk sip) – später nannten die Passamaquoddy und Maliseet dieses Gebiet mit Bezug auf Kanada auch Kanatawtuk / Kanatawtoq („an der Grenze zu Kanada / in Kanada“). Die Passamaquoddy hatten mehrere bedeutsame Siedlungen: Skutik auf der Scoodic Peninsula (auch als „Schoodic Point“ bekannt, im Stadtgebiet der heutigen Stadt Gouldsboro, Maine), Sipayik / Sebayik („Pleasant Point“ nahe Muselenk („Moose Island“), dem heutigen Eastport, Maine an der Passamaquoddy Bay, heute: Passamaquoddy Pleasant Point Reservation), Motahkomikuk („am großen See“, auch: Kci-kuspemok / Kci-qospemok, im Englischen meist bekannt als: „Indian Township“ nahe Calais, Maine, heute: Passamaquoddy Indian Township Reservation), Amilkesk („am Ende des großen Sees“, heutiges Princeton, Maine) oder Utoqehkik (die heutige Plantation Grand Lake Stream am gleichnamigen Bach in Maine).
Qonasqamkuk („an der Sandbank“, heutiges St. Andrews-by-the-Sea, in New Brunswick) an der Mündung des St. Croix River in die Passamaquoddy Bay, war die historische Hauptsiedlung und der Versammlungsort mit dem Ratsfeuer der Passamaquoddy, zudem befanden sich dort heilige Gräberfelder. Dort – auf Qonasqamqi-monihkuk bzw. Minister's Island – befindet sich auch ein großer Køkkenmødding (auch: shell midden) (ein prähistorischer Abfallhaufen aus Muschelschalen und Schneckengehäusen, der als Überrest der Nahrungsgewinnung und -zubereitung an Wohnplätzen und Siedlungen oft als Ergebnis der Gezeitenfischerei an Meeres- oder Flussufern entstanden ist), der heute als „Minister's Island Pre-contact Sites“ zu den National Historic Sites of Canada in New Brunswick zählt.
Zudem gibt es eine weitere bedeutende historische Stätte, die von den USA und Kanada gemeinsam verwaltet und unterhalten wird, die „Saint Croix Island International Historic Site“ auf Saint Croix Island.
Weitere im traditionellen Stammesgebiet auffindbare shell middens weisen auf eine lange und dauerhafte Besiedlung dieses Gebiets seitens der Passamaquoddy hin, so z. B. die Provincial Historic Sites „Fort LaTour Historic Site“ bzw. „Portland Point“ im Gebiet des Saint John Harbour am Nordufer der Mündung des Saint John River, „Mud Lake Stream Anthropological Site“, in guter strategischer Lage am St. Croix River am Ende einer Portage oder „Diggity Site“, eine rare flussaufwärts im Landesinnern gelegene historische Stätte oder „Pagan Point“, die zugleich größte shell midden der Provinz am Ostende von St. Andrews am Ufer der Passamaquoddy Bay gelegen.
Antoine de Cadillac, ein französischer Abenteurer, nannte 1692 die Region am Saint Croix River und die dort lebenden Ureinwohner Pesmocady. Weitere Namen für die Passamaquoddy sind unter anderen Quoddy, Saint Croix Indians, Machias und Scotuk.

## Kultur
Sie lebten in patrilinearen Verwandtschaftsgruppen zusammen, die aber in der kolonialen Periode niemals als einheitlicher Stamm organisiert waren. Dennoch betrachteten sie die britischen Offiziellen als einen einzigen Stamm und identifizierten sie nach ihrem Wohngebiet. Das änderte sich auch nicht, als die zuständige Gerichtsbarkeit von der Kolonialregierung in Massachusetts auf den Bundesstaat Maine überging.
Traditionell lebten sie die meiste Zeit des Jahres in Dörfern, die im Jahreszyklus bewohnt und wieder verlassen wurden. Ihren Lebensunterhalt bestritten sie durch Jagen, Fischen und das Sammeln von Wildpflanzen und nutzten Birkenrinde sowie Holz als Werkstoff. Ihre vereinzelt von Palisaden geschützten Dörfer bestanden aus runden Hütten und einem großen Versammlungshaus. Der Stammesrat setzte sich aus dem Kriegshäuptling, dem Friedenshäuptling und Vertretern aus jeder Familie zusammen und entschied in wichtigen Angelegenheiten, während der Allgemeine Rat aus Angehörigen des gesamten Stammes bestand und ausschließlich über Krieg und Frieden entschied.
Der wichtigste Werkstoff der Passamaquoddy war Birkenrinde, die für fast alle Güter des täglichen Gebrauchs verarbeitet wurde. Man verwendete Birkenrinde für den gesamten kegelförmigen Wigwam, für Behälter wie Kisten, Körbe, Eimer, Geschirr und viele weitere Dinge. Der Birkenrinden-Elchlockruf war ein unentbehrlicher Bestandteil der Jagdausrüstung, Birkenrinde diente zeitweilig als Regenbekleidung und auf Birkenrinde geschriebene Nachrichten und Anweisungen zeigten dem Reisenden den Weg.
Aus der schwarzen Esche wurden Spankörbe gefertigt und an Touristen verkauft, zum Beispiel der kunstvolle Korb aus gefärbten Eschenspänen, häufig mit geflochtenem Süßgras dazwischen und einem runden Boden. Die Herstellung eines kunstvollen Korbes war Frauenarbeit, während die Männer den einfacheren Kartoffelkorb flochten. Weitere Artikel aus Holz waren Axtstiele, Milchkannen und andere Haushaltsgegenstände und der Verkauf dieser Holzartikel sicherte vielen Maliseetfamilien, besonders gegen Ende des 19. Jahrhunderts, den Lebensunterhalt. Die Herstellung von Schneeschuhen mit Rahmen aus weißer Esche und von Toboggans war früher eine wichtige Heimarbeit. Noch heute gilt das Anfertigen und Reparieren von Kartoffelfässern und Kartoffelkörben als Verdienstmöglichkeit.

## Geschichte

### Erste Kontakte mit Europäern (ab 1604)
Die Passamaquoddy gehörten zu den Indianerstämmen, die den ersten Kontakt zu Europäern hatten. Die weiten Buchten der Küste Maines zogen die Aufmerksamkeit der Fischer und Entdecker im 17. Jahrhundert auf sich, die eine Wasserstraße quer durch den neu entdeckten Kontinent suchten, die sogenannte Nordwest-Passage. Einige dieser frühen Entdecker waren freundlich, wie die Teilnehmer von Samuel de Champlains Expedition im Jahr 1604, doch 1609 bei Henry Hudsons Beschießung und Plünderung eines Dorfes am Penobscot River war das nicht der Fall. Statt die sagenumwobene Stadt Norumbega zu finden, trafen diese Europäer auf eine Konföderation von 22 Penobscot-Dörfern im westlichen und zentralen Maine, die unter der Herrschaft von Bashabes standen. Im Tarrantiner-Krieg kam es 1615 zu einer Serie von Überfällen der Mi'kmaq, bei denen Bashabes den Tod fand. Nach Kriegsende löste sich die Penobscot-Konföderation auf. Um 1617 wurden die Passamaquoddy von einer verheerenden Epidemie heimgesucht, die 75 Prozent aller Indianer an der Küste Neuenglands das Leben kostete. Die Überlebenden trieben weiter Handel mit englischen und französischen Kaufleuten, bis die Franzosen in den 1630er Jahren in diesem Gebiet die Vorherrschaft erlangten. Die wachsende Abhängigkeit der Indianer von europäischen Handelsgütern führte zu den so genannten Biberkriegen zwischen Irokesen und Östlichen Algonkin in den Jahren von 1640 bis 1701.

### Wabanaki-Konföderation

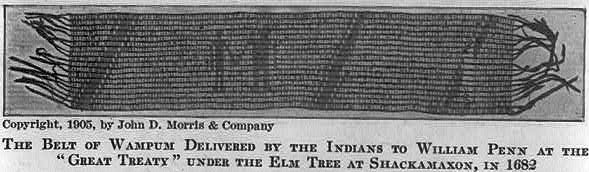
Dieser Wampum-Gürtel wurde William Penn 1682 beim „Great Treaty“ überreicht.

Als Reaktion auf die zunehmende militärische Macht des starken Irokesenbundes schlossen Mitte des 18. Jahrhunderts die Maliseet zusammen mit den Passamaquoddy, den vormals feindlichen Mihkomak (Mi'kmaq, Einzahl: Mihkom; Maliseet-Spitzname: Matuweskewinuwok – „Stachelschweine-Jäger“) und Panuwapskewiyik/Panuwapskewihik (Penobscot, Einzahl: Panuwapskew) sowie den zwei großen regionalen Stammesgruppen der Aponahkewiyik (Abenaki, Einzahl: Aponahkew) – den Östlichen Abenaki und Westlichen Abenaki –  eine politisch-militärische Allianz, den Kci-lakutuwakon („großer, bedeutsamer Vertrag“), besser bekannt als Wabanaki-Konföderation (oft fälschlich Abenaki-Konföderation). Diese Konföderation umfasste Überlebende der einst mächtigen Penacook-Konföderation und der Pocumtuc-Konföderation, die sich den Abenaki angeschlossen hatten, sowie später noch weitere mit den Franzosen verbündete Stämme und ihr Großes Feuer genannter zentraler Versammlungsplatz lag in Kanawak / Kahnawake (Caughnawaga) in Québec. Delegationen von jeder beteiligten Gruppe besuchten dreimal im Jahr stattfindende Treffen in Caughnawaga und nahmen an diversen Zeremonien teil. Zu dieser Zeit wurde bei den Östlichen Algonkin der Gebrauch des Wapap (Wampums, Plural: Wapapiyil / Wapapihil) als Gedächtnisstütze und der gegenseitige Tausch des Asuwihtahkusut (Wampumgürtels, Plural: Asuwihtahkusutiyil) unter den Stämmen zur Nachrichtenübermittlung und für die Überlieferung wichtiger Ereignisse (wie z. B. von Friedensverträgen oder Freundschaftsbündnissen) eingeführt. Die Wabanaki-Konföderation wurde offiziell 1862 aufgelöst, aber die fünf Stämme blieben enge Verbündete, und die Konföderation lebt in der Form einer politischen Allianz zwischen diesen historisch befreundeten Nationen bis heute weiter.
Das gemeinsam kontrollierte Stammesgebiet der verbündeten Stämme nannten die Maliseet-Passamaquoddy Waponahkik, viele benachbarte Östliche Algonkin-Stämme verwendeten ähnliche Bezeichnungen wie Wabanaki („Land der Morgenröte/-dämmerung, d. h. Land im Osten“); es umfasste Gebiete des historischen Akadien (die heutigen kanadischen Seeprovinzen Nova Scotia, New Brunswick, Prince Edward Island, den Süden der Gaspésie-Halbinsel sowie Québec südlich des Sankt-Lorenz-Stroms in Kanada) und Teile Neuenglands (die heutigen US-Bundesstaaten Maine, New Hampshire, Vermont und Massachusetts) im Nordosten der Vereinigten Staaten.
Die Bezeichnung Abenaki (oder Abnaki) wird oft fälschlich synonym für Wabanaki gebraucht – jedoch waren die Abenaki nur ein Mitglied der Wabanaki-Konföderation. Wegen des inkorrekten Gebrauchs des Wortes Abenaki für Wabanaki wurden alle Abenaki zusammen mit den Penobscot oft Westliche Wabanaki genannt, während man die Mi'kmaq, Maliseet und Passamaquoddy als Östliche Wabanaki bezeichnete. Die Passamaquoddy-Bezeichnung für Wabanaki ist Waponahkewiyik / Waponahkiyik.
Die Bezeichnung Wabanaki wird manchmal auch kollektiv für alle Mitglieder der Konföderation gebraucht – so dass eine Identifizierung der einzelnen Stämme meist nur im geographischen sowie historischen Kontext (wenn überhaupt) möglich ist.

### Kriege mit Beteiligung der Passamaquoddy
| Krieg                               | Dauer     |
| ----------------------------------- | --------- |
| Tarrantiner-Krieg                   | 1607–1615 |
| King Philip’s War                   | 1675–1678 |
| King William’s War                  | 1688–1699 |
| Queen Anne’s War                    | 1702–1713 |
| Dummers Krieg                       | 1721–1725 |
| King George’s War                   | 1745–1748 |
| Siebenjähriger Krieg in Nordamerika | 1755–1759 |
| Amerikanischer Unabhängigkeitskrieg | 1775–1783 |

### Französisch-britischer Gegensatz
Französische Jesuiten konnten im 18. Jahrhundert viele Passamaquoddy zum katholischen Glauben bekehren. Durch Heiraten zwischen Franzosen und Indianern wurden diese Beziehungen verstärkt, die bekannteste fand zwischen Baron Jean-Vincent de Castin und Pidiwamiska statt, einer Tochter des Penobscot-Häuptlings Madockawando. Im Gegensatz zu den konkurrierenden Engländern gelang es den Franzosen durch ihr besseres Einfühlungsvermögen in die Denkweise der Ureinwohner die freundlichen Beziehungen zwischen ihnen zu vertiefen. Sie fanden bei den Indianern des Nordostens viele treue Verbündete, die in den Kolonialkriegen zwischen 1689 und 1760 an ihrer Seite gegen die Engländer kämpften.
Jeder der fünf Kolonialkriege in Neuengland hatte die gleichen Ursachen, nämlich der britische Herrschaftsanspruch über den amerikanischen Nordosten und der Pelzhandel, Streitigkeiten wegen Landbesitz und wahllose gegenseitige Vergeltungsmaßnahmen. Die meisten Zwischenfälle an der Siedlungsgrenze passierten westlich des Passamaquoddy-Wohngebiets. Die Kriegserklärungen der englischen Kolonisten richteten sich allgemein gegen östliche Indianer, nicht gegen namentlich bezeichnete Stämme und damit auch gegen die Passamaquoddy. Der Dummers-Krieg hatte einen bedeutenden Zustrom von Abenaki-Flüchtlingen in die Dörfer der Passamaquoddy zur Folge. Die Passamaquoddy bemühten sich, in den nächsten beiden Kriegen neutral zu bleiben, aber wechselseitiges Misstrauen, Streit über Vertragsbedingungen und Übergriffe britischer Skalpjäger führten dennoch 1745 und auch 1755 zum Kriegseintritt.
Die strategische Lage des Passamaquoddy-Wohngebiets in den Kolonialkriegen und die große Entfernung zu den Siedlungen der Kolonisten ermöglichte es ihnen, ihre Selbstständigkeit und ihr Land bis 1760 zu behalten. Nach dem Franzosen- und Indianerkrieg beanspruchten die Engländer jedoch das gesamte Stammesland durch das Recht des Eroberers für sich, weil die Indianer auf der Seite der geschlagenen Franzosen gekämpft hatten. Die englischen Siedlungen breiteten sich schnell entlang der Maine-Küste nach Norden aus. Im Amerikanischen Unabhängigkeitskrieg halfen die Passamaquoddy den Amerikanern, in der Hoffnung, die Franzosen würden bei einem Sieg zurückkehren.

### Konzentrationspolitik in Kanada und den USA
Im Jahr 1794 mussten die Passamaquoddy große Gebiete abtreten. Entlang des Canoose River am unteren Saint Croix River errichtete man die Siedlung Kenusihk / Qonusihkuk (Canoose-Reservation) für jene Familien, die später in Passamaquoddy-Reservationen in Maine zogen. Andere Stammesangehörige lebten in Kci-oqassutik („großer Anlegeplatz (für Boote)“, heute: St. Stephen) und an der Küste in Qonasqamkuk („an der Sandbank“, heute: St. Andrews) und Mekikatewik („Ort, wo es viele Aale gibt“, heute: Saint George). In der zweiten Hälfte des 19. Jahrhunderts wurde von den weißen Behörden eine Konzentration der Stammesangehörigen betrieben, indem man die Passamaquoddy von Sipayik / Sebayik („Pleasant Point“) und aus anderen Gebieten zu ihrem größten Grundbesitz, Motahkomikuk („Indian Township“) in der Nähe von Princeton verlegte. Zwischen 1820 und 1840 teilte sich der Stamm in zwei politische Lager: Die Old Party und die New Party. Die Teilung entlang der Moiety-Linien setzte sich mit gelegentlichen Unruhen fort, bis der Staat 1866 intervenierte. Dieser legte fest, dass die Wahlen des Gouverneurs und seines Stellvertreters jedes Jahr stattfinden sollten und zwar mit Kandidaten, die in einem Jahr die eine Partei aufstellte und im nächsten Jahr die andere. Der Vorschlag war demokratisch und als Lösung des Problems gut geeignet. Die Wahlen wurden später nur noch alle zwei Jahre abgehalten, aber das System der wechselseitigen Wahl bestand bis 1931.
Zusätzlich zu den politischen Konflikten wurden die Passamaquoddy in dieser Periode von der Cholera heimgesucht. Die Todesfälle während der Epidemien werden aber als die geringere Ursache für Schwankungen in der Bevölkerungszahl angesehen, denn die größeren Abgänge nach 1818 und 1865 sind wohl das Ergebnis von Emigration.

## Aktuelle Situation
In der Legislative des US-Bundesstaates Maine sitzt je ein Abgeordneter der Passamaquoddy und Penobscot, allerdings ohne Stimmrecht, die sich ausschließlich zu Fragen des Stammesverbundes äußern dürfen. Die meisten Passamaquoddy leben heute an zwei Orten in Maine, die bereits vor dem Eintreffen der Europäer bedeutende Siedlungsplätze waren: entweder in Sipayik / Sebayik („Pleasant Point“, heute: Passamaquoddy Pleasant Point Reservation) oder in Motahkomikuk (auch: Kci-kuspemok / Kci-qospemok, besser bekannt als: „Indian Township“, heute: Passamaquoddy Indian Township Reservation). Angelockt durch Arbeitsstellen in neuen Industriezweigen zogen bis heute so viele Passamaquoddy auch nach Panuwapskek („wo es einen offenen felsigen Platz gibt“, besser bekannt als: „Indian Island“, Hauptort der Penobscot Indian Island Reservation) im Stadtgebiet des heutigen Old Town, so dass die meistgesprochene indigene Sprache nun das Passamaquoddy (skicinuwi-latuwewakon) ist und nicht mehr das Penobscot-Abenaki (pαnawαhpskewi-alαtəwéwαkan) der einheimischen Penobscot. Viele Maliseet und Passamaquoddy sind auf der Suche nach geeigneter Arbeit noch weiter nach Süden, in die Industriegebiete von Connecticut und Massachusetts, gezogen.
Das Maine Department of Indian Affairs (deutsch Amt für Indianische Angelegenheiten in Maine) wurde 1965 gegründet und hat als Ziel die Aufstellung von Programmen zur menschlichen und gesellschaftlichen Entwicklung … basierend auf den offensichtlichen Bedürfnissen der indianischen Bevölkerung. Bei den Passamaquoddy scheint diese Behörde ein stärkeres Gefühl für die indianische Identität zu fördern.
Die Vereinigung der Aroostook-Indianer (AAI) wurde 1970 durch die Zusammenarbeit der örtlichen Mi'kmaq, Maliseet, Passamaquoddy und des Ricker Colleges in Houlton gegründet. Zu den Zielen, die in einer Charta festgelegt wurden, gehören die Einleitung von Programmen zur Entwicklung der Gemeinde und der Aufbau sozialer Dienste. Während sich das Maine Department of Indian Affairs ausschließlich mit Angelegenheiten der Reservations-Indianer befasst, versucht das AAI, die vom Außenministerium betreuten sozialen Projekte zu koordinieren und weitere einzuleiten.
Angesichts hoher Energiepreise bemüht sich das Energieunternehmen Native Green Energy Windenergieanlagen in Reservaten zu errichten. So sollen hier im Sommer 2008 mindestens zwei Windturbinen errichtet werden, vier bis sechs sollen bis Ende des Jahres folgen.
Einige Passamaquoddy leben heute auch in der kanadischen Provinz Neubraunschweig. Sie haben zwar eigenes Land, doch werden sie in Kanada nicht als Stamm (englisch First Nation) anerkannt. Ihr großer Wunsch ist es, nach Qonasqamkuk oder Qonasquamsuck zurückzukehren, dem früheren Hauptdorf mit Beerdigungsstätte der Ahnen, das beim heutigen St. Andrews in Neubraunschweig lag.

## Heutige Stämme und Gruppen der Passamaquoddy
Heute gibt es drei separate und unterschiedliche Stammesorganisationen der Passamaquoddy, in den Vereinigten Staaten werden die zwei auf Bundesebene anerkannte Stämme (federally recognized tribes) der Passamaquoddy durch das Joint Tribal Council of the Passamaquoddy Tribe repräsentiert, jedoch mit jeweils eigenen Stammesräten (Tribal Councils) in den Reservationen von „Pleasant Point“ (Sipayik / Sebayik) und der ca. 80 km entfernten „Indian Township“ (Motahkomikuk). In Kanada sind sie offiziell nicht als First Nation anerkannt und werden durch das Tribal Council (Stammesrat) der St. Croix Schoodic Band nahe dem heutigen St. Andrews, New Brunswick (Qonasqamkuk) vertreten.
Vereinigte Staaten – Maine
- Passamaquoddy Tribe of Indian Township[7] (Eigenbezeichnung: Peskotomuhkati Motahkomikuk – „Passamaquoddy von Indian Township“ oder Motahkomiqewiyik – „Bewohner von Indian Township“, der Verwaltungssitz Indian Township liegt entlang des Saint Croix River nördlich von Princeton, Maine, die Reservation (Motahkomikuk, engl. Aussprache: ‘Med -AHK-mi-guk’) befindet sich im östlichen Washington County, Maine, umfasst ca. 112,5 km² und außerhalb der Reservation sog. trust lands (ca. 373,88 km²) im nördlichen und westlichen Somerset County, nördlichen Franklin County, nordöstlichen Hancock County, westlichen Washington County sowie mehrere Parzellen im östlichen und westlichen Penobscot County, Maine, Population: 1.364 – hiervon leben ca. 700 auf der Reservation)
- Passamaquoddy Tribe at Pleasant Point[8] (Eigenbezeichnung: Sipayikewiyik – „Bewohner von Sipayik/Sebayik“; die Passamaquoddy Pleasant Point Reservation bzw. Sipayik / Sebayik (ca. 1,33 km²) befindet sich auf der gleichnamigen Halbinsel, die von den Passamaquoddy Sipayik (engl. Aussprache: ‘Si-BYE-eek’ – „entlang der Kante, des FlussUfers“) genannt wird, begrenzt durch die Passamaquoddy Bay im Norden sowie der Cobscook Bay im Süden – beide Buchten traditionelle tribale Fischgründe, zudem verschiedene andere Feuchtgebiete, Seen und Teiche auf Stammesgebiete in den heutigen Städten Perry und Robbinston, Verwaltungssitz ist Perry, Maine, der Stamm unterhält das Waponahki Museum & Resource Center[9], das neben Kunst, Kultur und Geschichte der Passamaquoddy auch ein Wörterbuch der Sprache erarbeitet, zudem errichteten die Daughters of the American Revolution (DAR) in Gedenken an die Unterstützung der Passamaquoddy-Krieger für die Amerikaner im Amerikanischen Unabhängigkeitskrieg sowie späteren Kriegen gegen die Briten das Revolutionary War Monument, Population: 2.106)

Kanada – New Brunswick
- Schoodic Band of the Passamaquoddy Nation of St. Andrew’s (auch St. Croix Schoodic Band oder Schoodic Band of the Passamaquoddy Tribe, die einzelnen Stammesmitglieder leben im Charlotte County, New Brunswick und kämpfen um traditionelle Landrechte, rund um das heutige St. Andrews (St. Andrews-by-the-Sea), New Brunswick, da in dem Gebiet – von ihnen als Qonasqamkuk bezeichnet – sich einst eine Hauptsiedlung sowie Grabstätten der Passamaquoddy befanden, sind jedoch von der kanadischen Regierung nicht als First Nation anerkannt, und haben daher auch legal keine Landansprüche oder – Rechte, jedoch konnten sie ihr Anliegen als erste und einzige First Nation der Passamaquoddy in Kanada anerkannt zu werden zuletzt 2011 vor der UN vortragen, Verwaltungssitz: Qonasqamkuk (Indian Point, St. Andrews), Population: 310 – lt. Statistics Canada 2002)

### Demografie
| Jahr | Total   | Indian Township | Pleasant Point | Quelle    |
| ---- | ------- | --------------- | -------------- | --------- |
| 1726 | 150     |                 |                | geschätzt |
| 1804 | 130     |                 |                | geschätzt |
| 1825 | 379     |                 |                | geschätzt |
| 1859 | 400–500 |                 |                | geschätzt |
| 1971 | 1.006   | 213             | 793            | Zensus    |
| 2000 | 2.354   | 1.356           | 1.998          | Zensus    |